# Sphecodopsis carolinae
Sphecodopsis carolinae là một loài Hymenoptera trong họ Apidae. Loài này được Eardley mô tả khoa học năm 2007.